# Naupa Iglesia

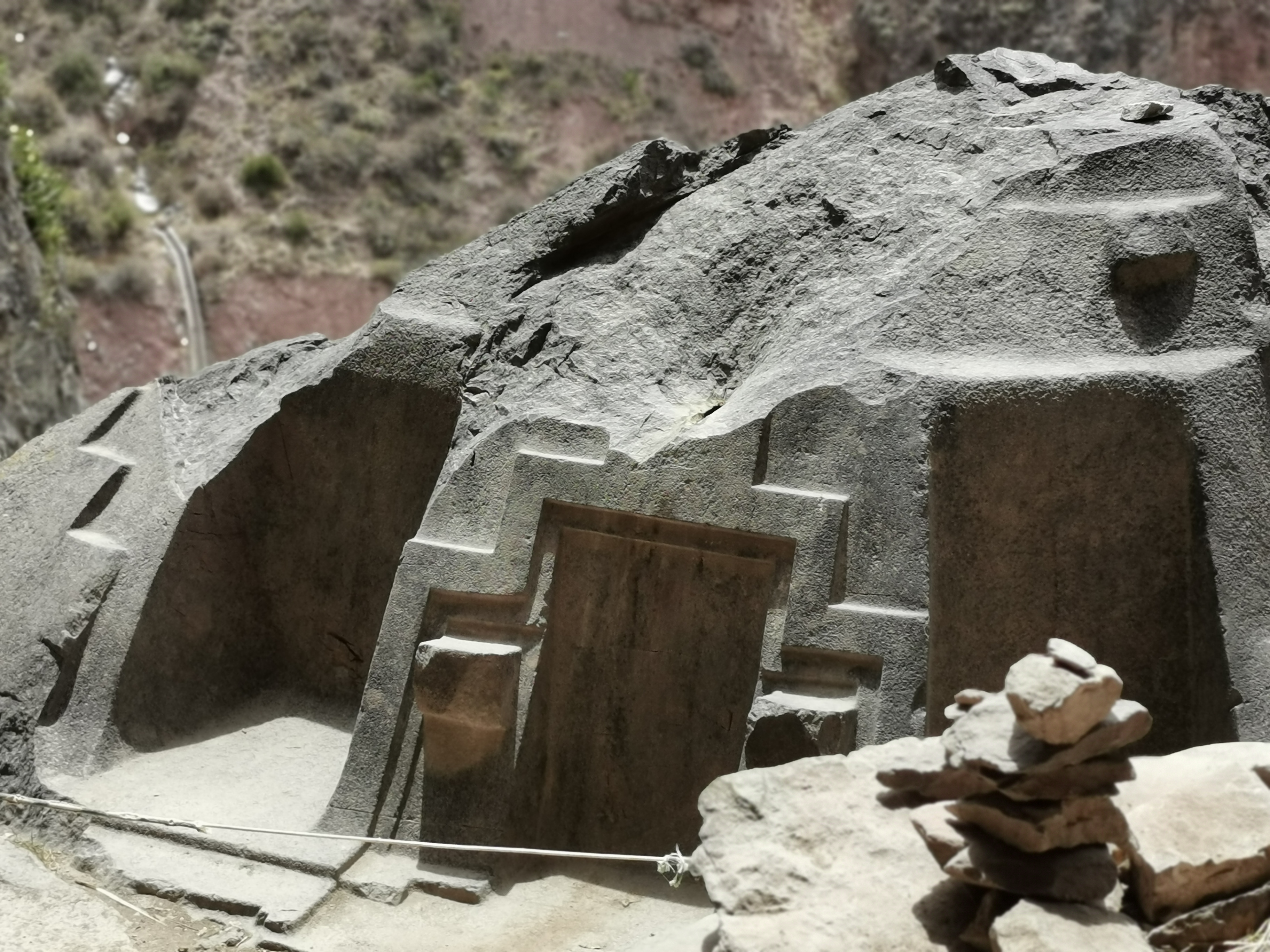
« Sanctuaire » de granit de Naupa Iglesia avec des élaborations en forme de siège et des « protubérances de pierre »

Naupa Iglesia (de l’espagnol Iglesia « église »), également connu sous les noms de Ñaupa Iglesia, Naupa Huaca, Ñaupa Waka, grotte de Choquequilla, la Lune d’Or ou Temple de la Lune est un site archéologique situé au Pérou, à quelques kilomètres de Ollantaytambo. 
Le lieu est un lieu de pèlerinage pour les amateurs d'ésotérisme et fait l’objet de spéculations de toutes sortes.

## Emplacement
La grotte est située à flanc de montagne au-dessus des terrasses agricoles délabrées au-dessus du Río Huarocondo, à cinq kilomètres au sud-est d’Ollantaytambo et à quatorze kilomètres à l’ouest d’Urubamba, à une altitude de 3 627 mètres. Les ruines sont accessibles par un escalier central qui mène aux terrasses.

## Description
Naupa Iglesia est une grotte dont les surfaces planes en pierre forment un « V » inversé. Sur une paroi rocheuse de la grotte, il y a une « fausse porte » extrêmement précise qui, comme dans le cas d’Aramu Muru, ne mène nulle part.
Devant la grotte se dresse une sculpture abstraite, symétrique et en escalier en granit noir, qui a été gravement endommagée par les pillards.
Il est flanqué d’un mur composé de deux rangées de quatre niches d’un certain type, ce qui, selon Gullberg et Malville, souligne l’importance du lieu. Les niches de ce mur sont des niches de style Tiwanaku.
En outre, immédiatement au nord de la grotte, il y a une petite structure de bâtiment avec des niches, des portes et des fenêtres dans la maçonnerie.

## Interprétation
Certains noms pour le site suggèrent des cérémonies lunaires. Scott C. Smith qualifie la sculpture de granit noir d'« autel », tandis que Steven Gullberg et J. McKim Malville l’appellent un « sanctuaire ».
Selon Adam Herring, spécialiste de l’art de l’Amérique précolombienne, la grotte de Choquequilla pourrait éventuellement être identifiée à la vision andine du monde t’oqo; la grotte ancestrale de l’ethnogenèse et de l’origine dynastique. Selon cette mythologie, la grotte était un portail de l’apparition des ancêtres mythiques dans le monde humain. Chez les Incas, la forme du cadre carré était largement utilisée pour représenter le t’oqo. Selon l’historienne Carolyn Dean, les symboles de pas symboliseraient l’entrée dans différentes sphères cosmiques et la communication avec les êtres ancestraux.

## Archéoastronomie
Selon l’archéoastronome Steven Gullberg, la montée du solstice illumine la grotte de mille feux. La lumière d’une pleine lune montante pourrait être tout aussi dramatique.

## Sites similaires

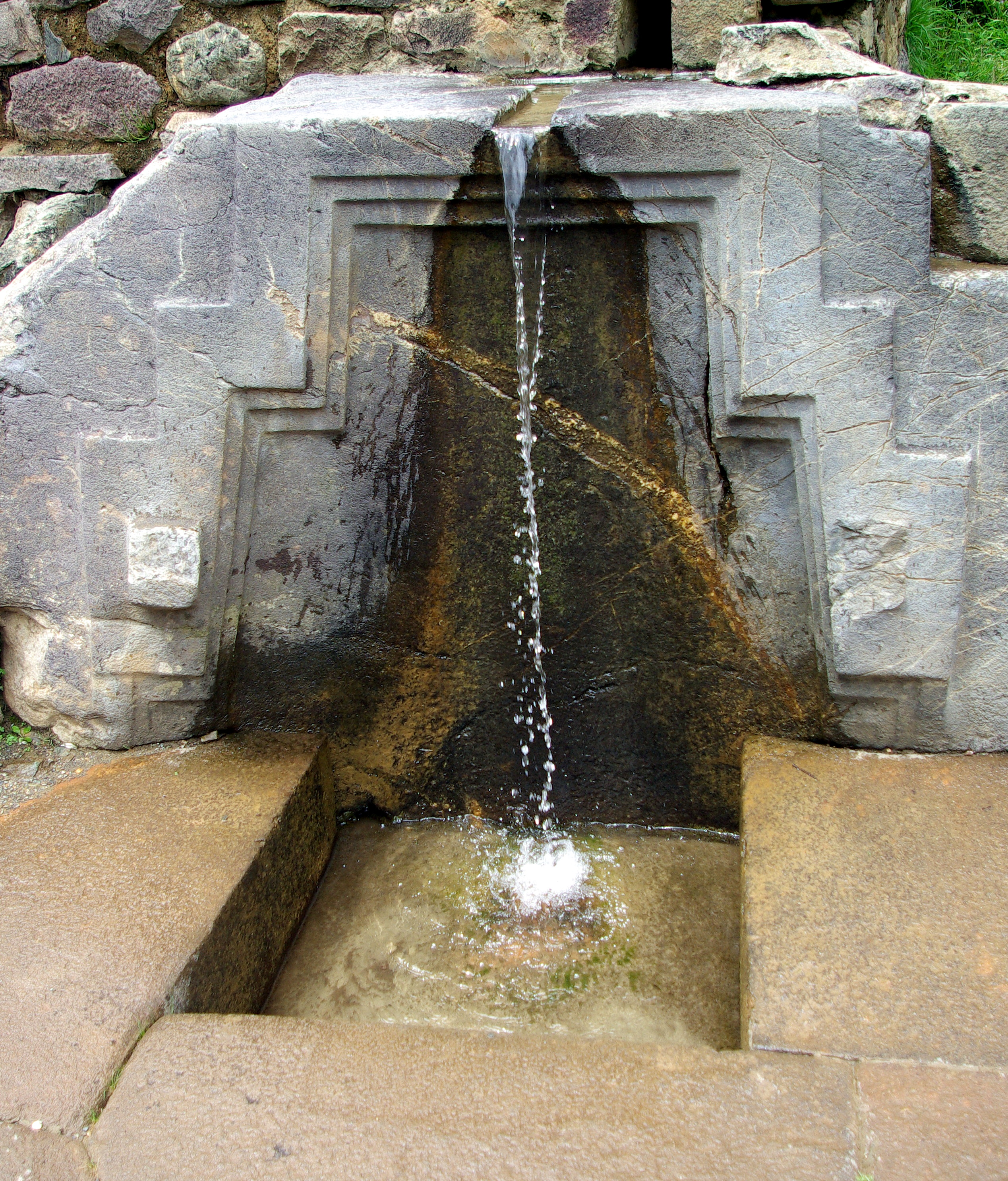
„Baño de la Ñusta“ à Ollantaytambo
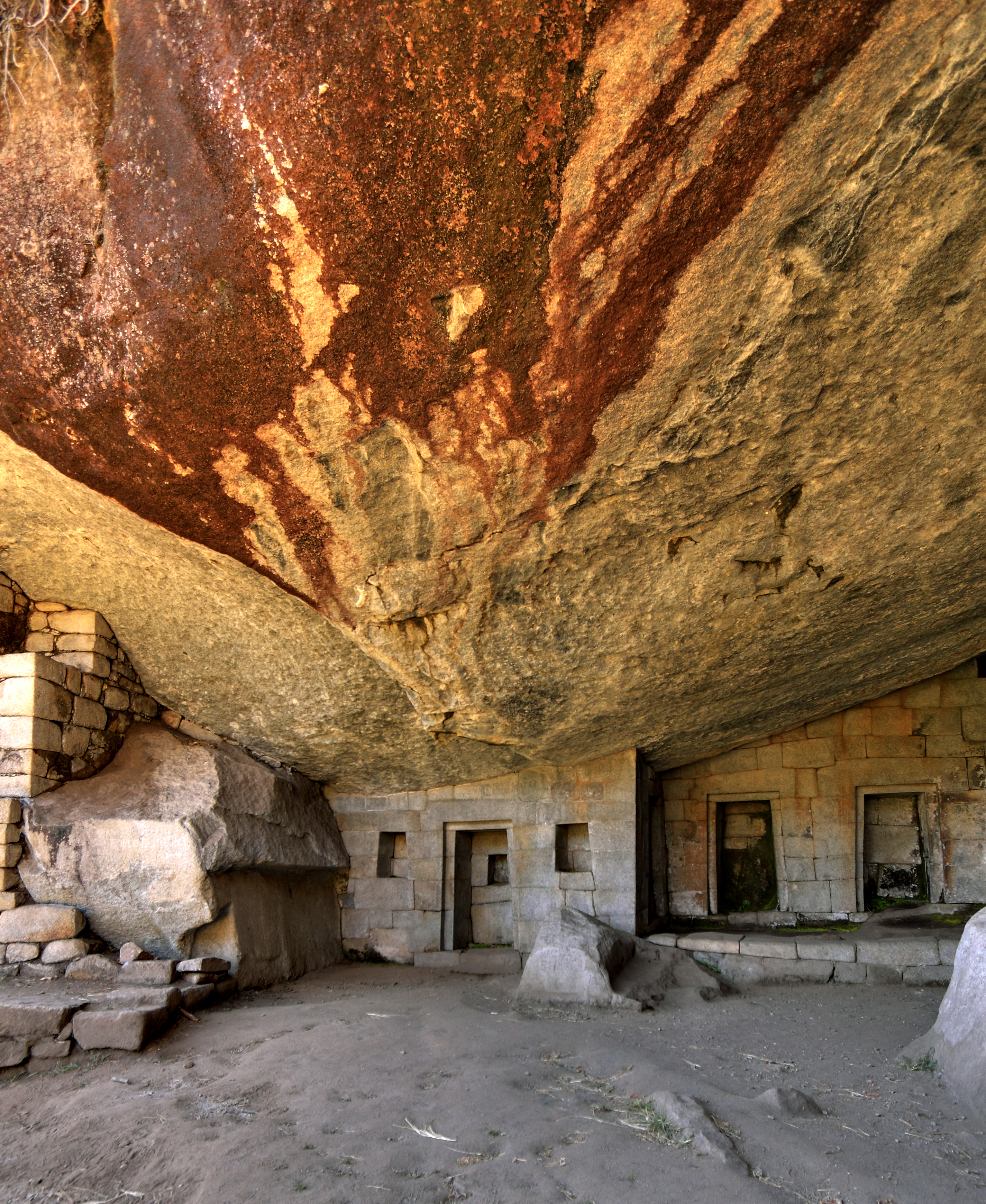
« Temple de la Lune » près du Machu Picchu, également dans une grotte qui ne mène nulle part
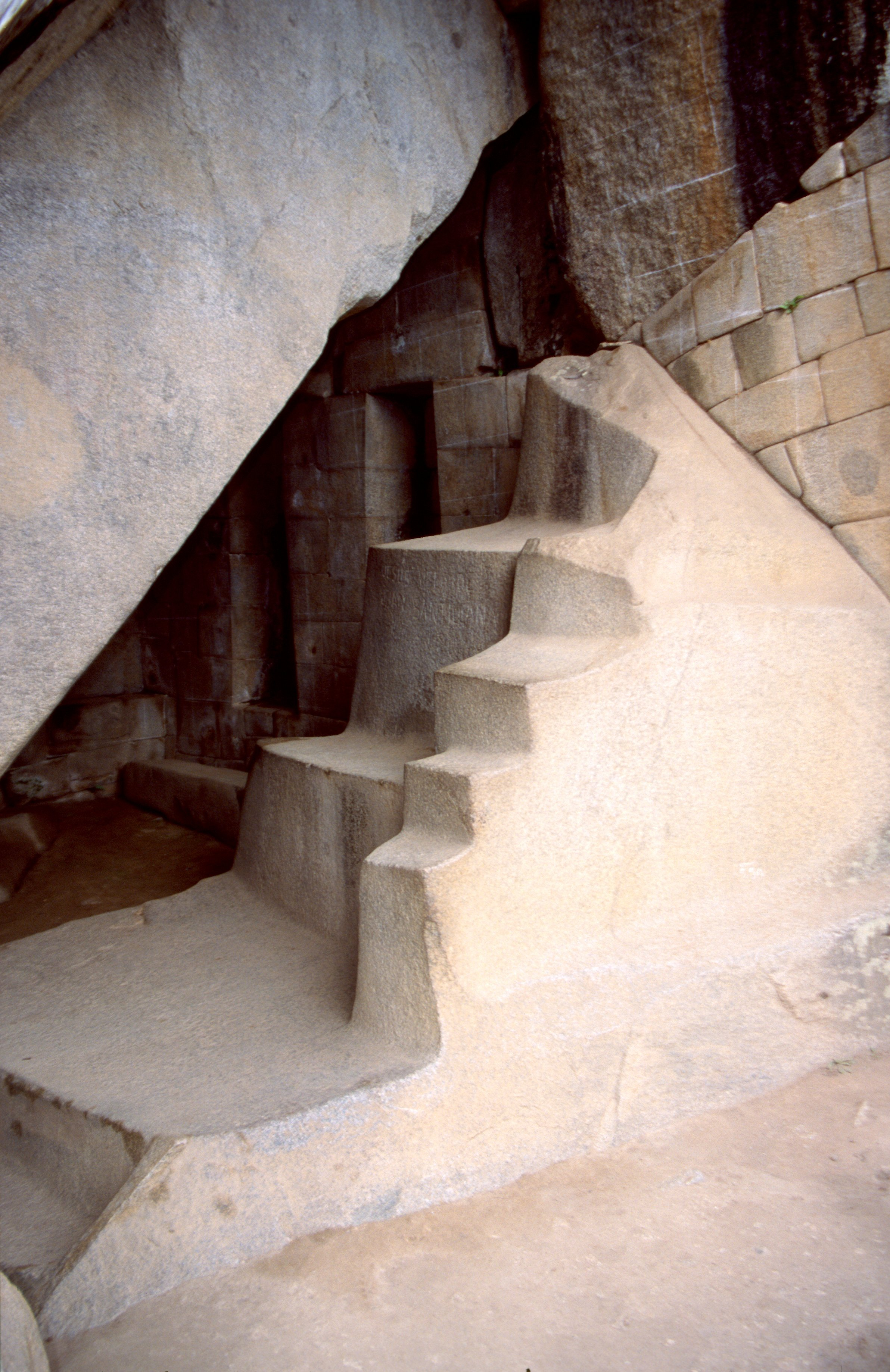
Grotte au Machu Picchu, qui abrite également des portes qui ne mènent nulle part, qui forme un « V » inversé comme la grotte de Naupa Iglesia, et devant laquelle il y a aussi un motif de marche
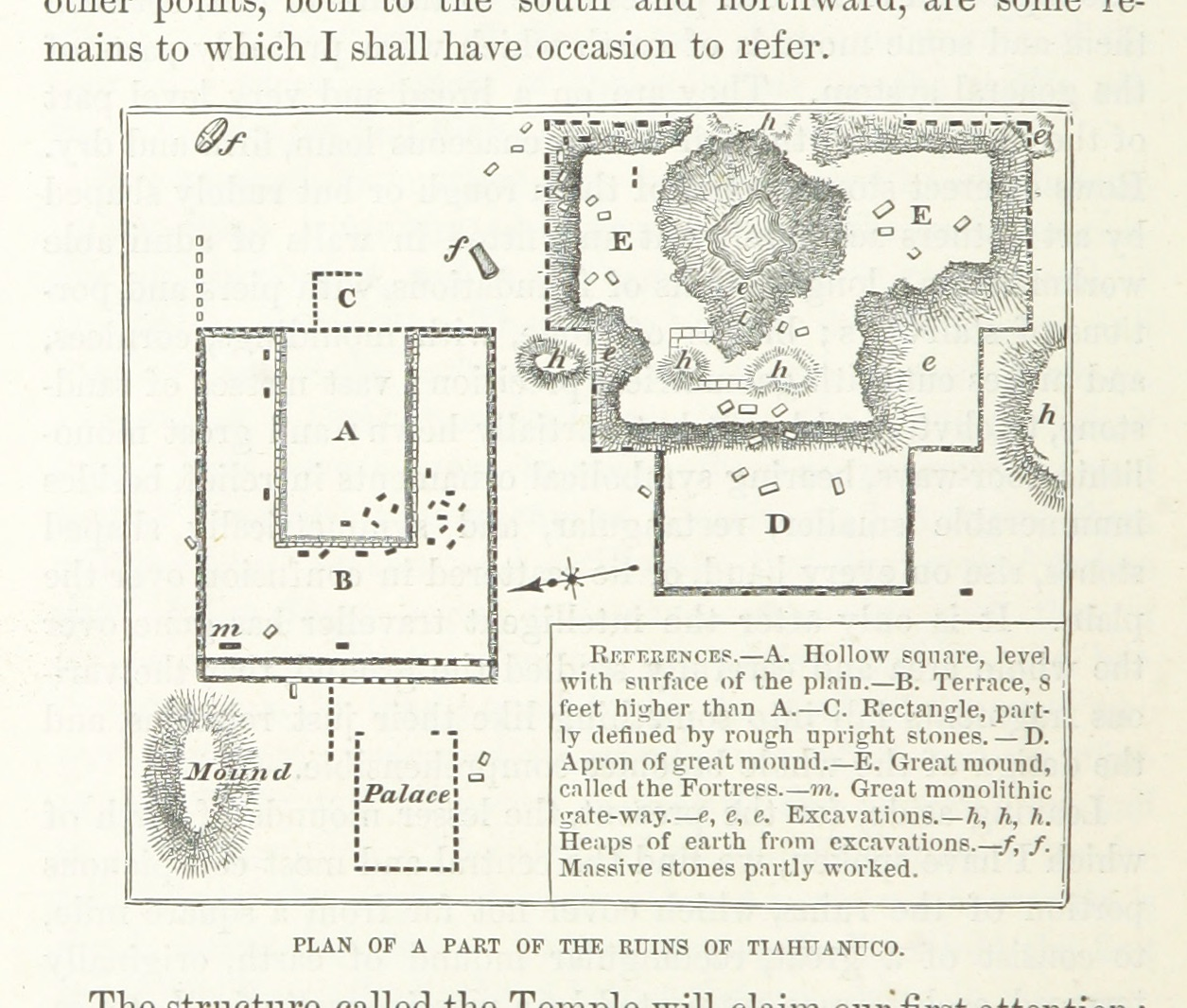
Plan d’étage d’Ak-kapana à Tiwanaku avec motif en escalier, qui a une similitude de forme avec le motif d’étage de Naupa Iglesia
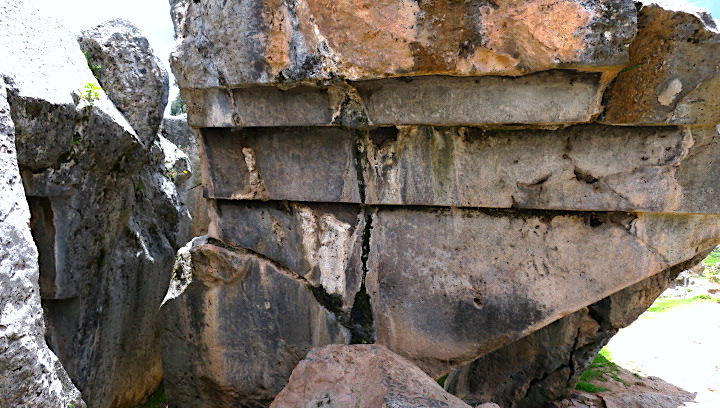
Motif d’étage près de l’entrée de la grotte à Sacsayhuamán
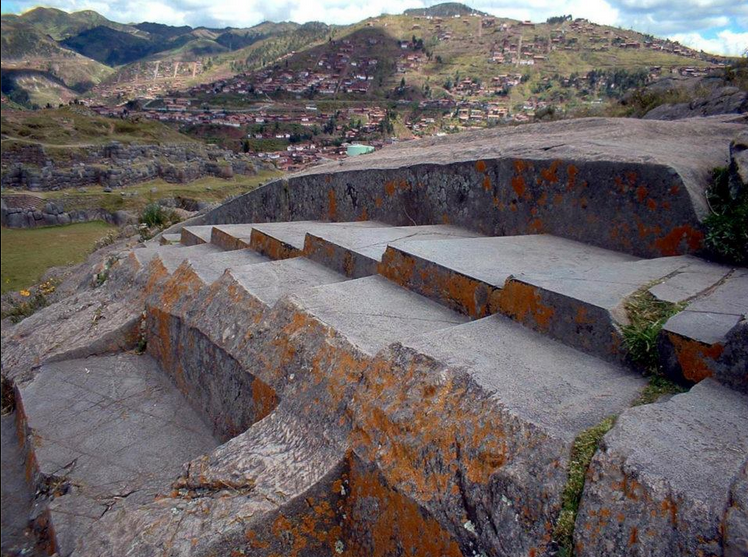
Élaborations en forme de siège à Saqsaywaman, similaires à celles de Naupa Iglesia

La sculpture en granit noir ressemble à la structure d’Ollantaytambo, également connue sous le nom de Baño de la Ñusta, ».
Selon César Paternosto, il existe une similitude formelle de la « Grotte de Choquequilla » avec l’architecture de Tiwanaku. Cependant, cette similitude formelle doit être fortement remise en question par le symbolisme constructif exceptionnel des Incas. Dans ce cas, selon César Paternosto, la forme trapézoïdale massive du monument est décisive. Le motif en escalier était répandu dans toutes les cultures de l’Amérique ancienne et loin d’être exclusivement associé à Tiwanaku. Selon Paternosto, cela doit également être pris en compte dans la similitude formelle du mur des six monolithes avec l’architecture de Tiwanaku (voir Construction originale possible par Tiwanakans).
Des sculptures similaires près des entrées des grottes peuvent également être trouvées à Q'enqo et Saqsaywaman.